# أنطونيو سميث (رسام)
أنطونيو سميث (بالإسبانية: Antonio Smith) هو رسام تشيلي، ولد في 29 سبتمبر 1832 في سانتياغو في تشيلي، وتوفي بنفس المكان في 24 مايو 1877.

## معرض صور

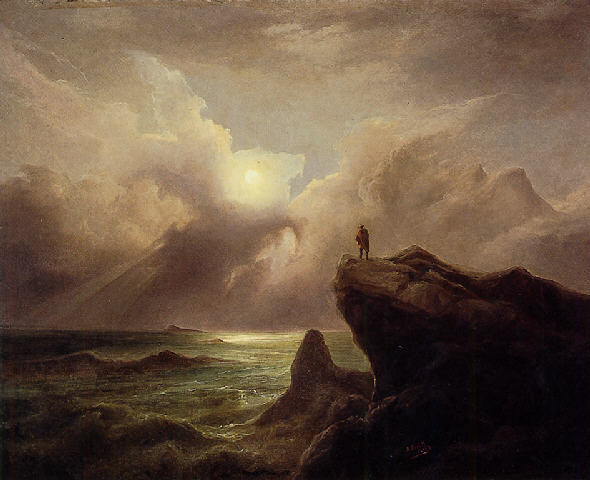
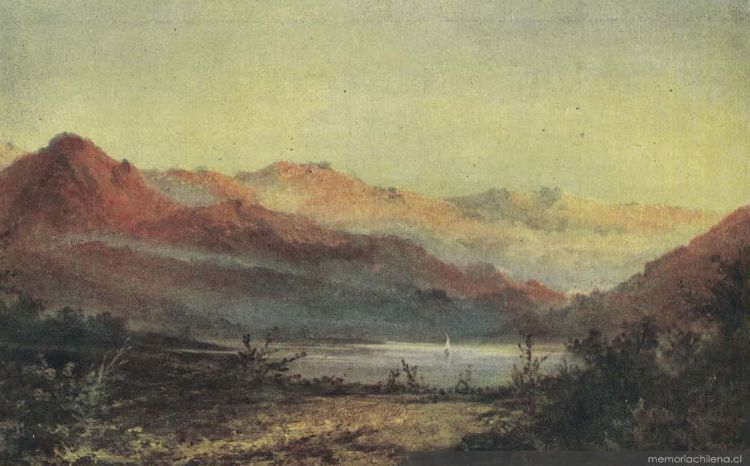
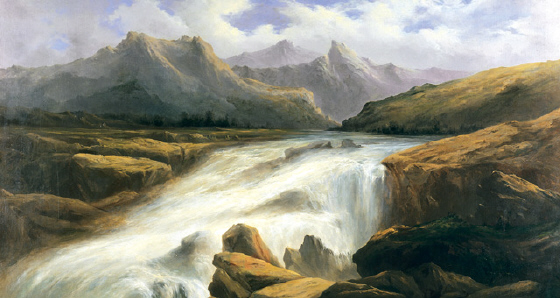